# Contea di Jingyan
La contea di Jingyan (井研县S, Jǐngyán XiànP) è una contea della Cina, situata nella provincia di Sichuan e amministrata dalla prefettura di Leshan.